# 12047 Hideomitani
12047 Hideomitani este un asteroid din centura principală de asteroizi.

## Descriere
12047 Hideomitani este un asteroid din centura principală de asteroizi. A fost descoperit pe 3 aprilie 1997 la Kitami de Kin Endate și Kazuro Watanabe. Asteroidul prezintă o orbită caracterizată de o semiaxă mare de 2,99 ua, o excentricitate de 0,04 și o înclinație de 10,1° în raport cu ecliptica.